# Santana III
Santana III es el tercer álbum de estudio de la banda de rock estadounidense Santana.  Fue el tercer álbum (y el último hasta la reunión de la agrupación en 2016) grabado por la famosa alineación que se presentó en el festival de Woodstock, y también es considerado como el pico más alto en la carrera de la banda, ya que sus siguientes trabajos discográficos se enfocaron más hacia el jazz fusión y la música latina. El álbum produjo dos sencillos, "Everybody's Everything", que logró la posición #12 en las listas de éxitos en octubre de 1971 y "No One to Depend On", canción que logró una fuerte radiodifusión. El álbum también marcó el ingreso a la banda de un joven Neal Schon al grupo. En Argentina, el disco fue publicado con el título de "Taboo", el mismo de una de sus piezas. 

## Lista de temas

### Cara 1
- 1. "Batuka" (Areas, Brown, Carabello, Rolie, Shrieve) – 3:34
- 2. "No One to Depend On" (Escovedo, Rolie, Carabello) – 5:31
- 3. "Taboo" (Areas, Rolie) – 5:34
- 4. " Toussaint l'Overture" (Areas, Brown, Carabello, Rolie, Santana, Shrieve) – 5:57

### Cara 2
- 1. "Everybody's Everything" (Brown, Brown, Moss, Santana) – 3:33
- 2. "Guajira" (Areas, Brown, Reyes) – 5:45
- 3. "Jungle Strut" (Ammons) – 5:23
- 4. "Everything's Coming Our Way" (Santana) – 3:15
- 5. "Para los rumberos" ( Puente) – 2:51

### Material añadido en la reedición de 1998
Grabado en directo en el Fillmore West de San Francisco el 4 de julio de 1971. 
- 10. "Batuka" – 3:41
- 11. "Jungle Strut" – 5:59
- 12. "Gumbo" – 5:26